# Myotis velifer
Myotis velifer es una especie de murciélago de la familia Vespertilionidae.

## Distribución geográfica
Se encuentra en El Salvador, Honduras, México y  Estados Unidos.